# Dargun
Dargun  är en amtsfri stad i det nordtyska förbundslandet Mecklenburg-Vorpommern.

## Geografi
Dargun är beläget norr om sjön Kummerower See i distriktet Mecklenburgische Seenplatte.

### Ortsdelar
Dargun har fyra ortsdelar:
| - Dargun - Brudersdorf (sedan 2004) - Wagun (sedan 2004) - Zarnekow (sedan 2004) |

## Historia

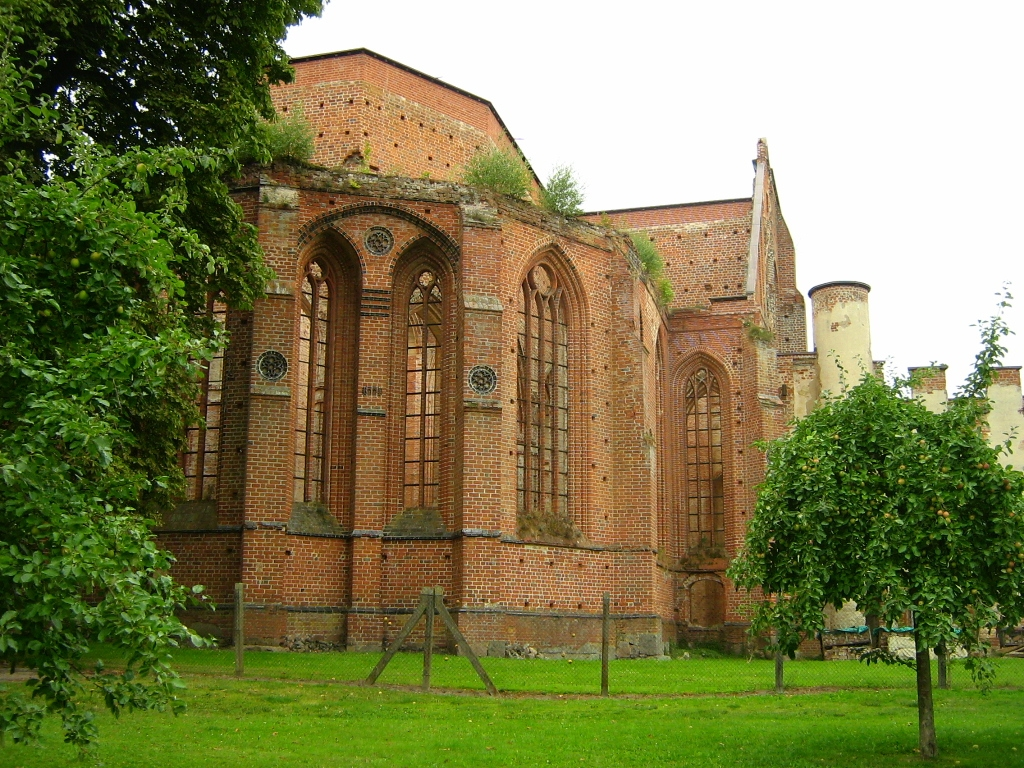
Klosterkyrkan

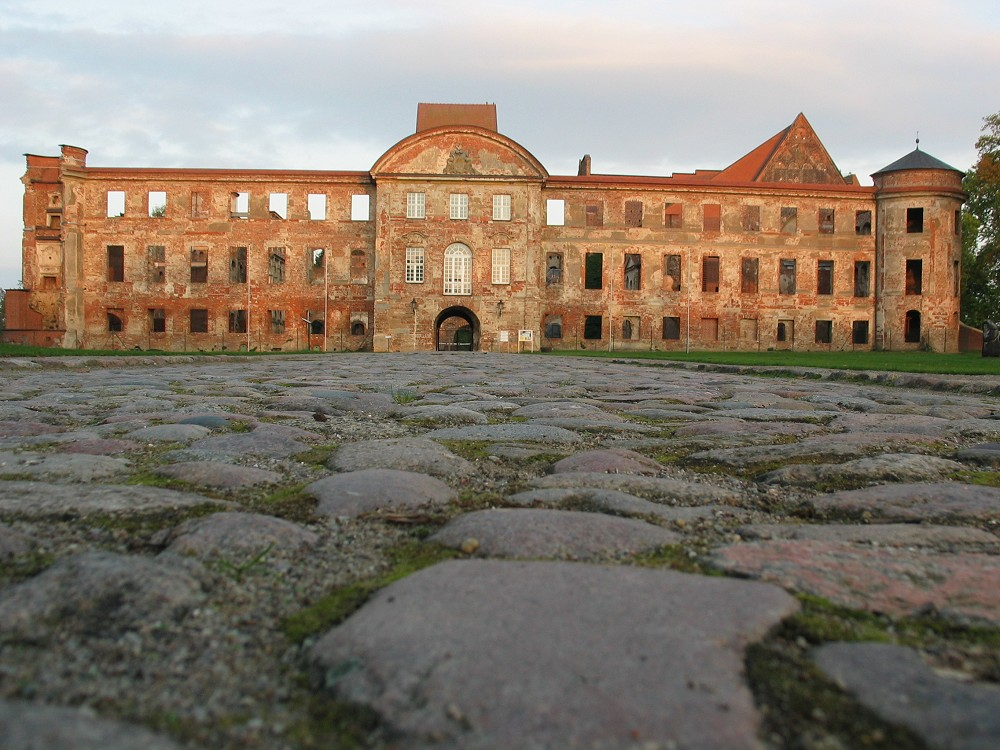
Slottsruin i Dargun

Där Dargun nu ligger fanns en slavisk by, som omnämns första gången 1178 (Rokitnitze). Vid orten grundades 1172 ett kloster av danska munkar.  Klostret, som var ett dotterkloster till Esrum kloster, tillföll herrskapet Mecklenburg 1234. Mellan 1200- och 1400-talet byggdes klosterkyrkan.
Efter den tyska reformationen sekulariserades klostret (1552) och delar av klostret byggdes om till ett residensslott för hertigen Ulrik av Mecklenburg.

### 1800- och 1900-talen
Under 1800-talet präglades ortens näringsliv av lantbruk och klostrets gamla bryggeri. 
1854 sammanslogs byn Röcknitz med slottsanläggningen Dargun till en gemensam ort.  
Orten fick stadsrättigheter 1938.
I slutet av andra världskriget efter röda arméns intåg brändes slottet ner.

### Befolkningsutveckling
Befolkningsutveckling  i Dargun
Källa:,

## Sevärdheter
- Ruin av slottet Dargun
- Klosterkyrkan

## Vänorter
Dargun har följande vänorter:
- Hohenlockstedt i förbundslandet Schleswig-Holstein (sedan 1990)
- Skælskør i Danmark (sedan 1992)
- Karlino, i Polen (sedan 2000)
- Winseldorf, i Tyskland